# Великі Торхани
Великі Торха́ни (рос. Большие Торханы, чув. Мăн Турхан) — присілок у складі Вурнарського району Чувашії, Росія. Адміністративний центр Великоторханського сільського поселення.
Населення — 200 осіб (2010; 273 у 2002).
Національний склад:
- чуваші — 100 %